# 추락의 해부
《추락의 해부》(프랑스어: Anatomie d'une chute)는 2023년 개봉한 프랑스의 스릴러 영화이다. 쥐스틴 트리예가 감독과 공동 각본을 맡았다. 2023년 제76회 칸 영화제 황금종려상 수상작이다. 2024년 세자르상 작품·감독·각본·여우주연상 수상작이다. 제96회 아카데미상 각본상 수상작이다.

## 줄거리
프랑스 알프스 외딴 산장, 소설가 산드라 보이터는 남편 사무엘 말레스키의 시끄러운 음악 때문에 학생과의 인터뷰를 연기한다. 인터뷰 후, 시각 장애가 있는 산드라의 아들 다니엘이 안내견 스눕과 산책을 나갔다가 돌아와 쓰러져 죽은 사무엘을 발견한다. 산드라는 남편의 추락사가 사고라고 주장하지만, 친구이자 변호사인 빈센트는 자살 가능성을 제기한다. 과거 남편이 항우울제 복용 중단 후 아스피린 과다 복용을 시도했던 사실도 드러난다.
수사 과정에서 다니엘의 진술이 엇갈리고, 사무엘이 추락 전 머리에 상처를 입었으며, 전날 부부 싸움 녹음파일이 발견되면서 산드라는 살인 혐의로 기소된다. 재판에서 산드라 측은 사무엘이 다락방 창문에서 떨어져 아래 창고에 머리를 부딪혔다고 주장하는 반면, 검찰은 산드라가 둔기로 남편을 때린 후 2층 발코니에서 밀었다고 주장한다. 산드라는 법정에서 남편이 다니엘의 시각 장애 사고에 부분적 책임이 있다는 점을 인정하며 남편에 대한 원망을 토로한다.
녹음된 싸움에서 사무엘은 산드라의 표절, 불륜, 자신의 삶을 통제하려 한다며 비난했고, 격렬한 싸움으로 번진다. 검찰은 모든 폭력이 산드라에게서 비롯됐다고 주장하지만, 산드라는 남편의 자해행위였음을 주장한다. 과거 불륜 사실이 드러나자 검찰은 사무엘의 시끄러운 음악이 산드라의 인터뷰 대상과 나눈 대화에 대한 질투심 때문이라고 주장한다. 또한 산드라가 자신의 작품에 개인적인 갈등을 반영하는 경향과 최근 소설의 한 등장인물의 생각과 유사한 살인 정황을 지적한다. 산드라는 녹음 파일 하나로 그들의 관계를 단정할 수 없으며 소설 속 인물의 생각이 자신의 성향을 반영하는 것은 아니라고 반박한다.
고심하던 다니엘은 다음 재판에 증인으로 출석하기로 결심한다. 다니엘은 주말 동안 산드라 없이 법원 감시관 마지와 스눕과 함께 지낸다. 과거 사무엘이 약물 과다 복용으로 쓰러졌을 때 스눕이 아팠던 것을 떠올린 다니엘은 스눕에게 일부러 아스피린을 먹여본다. 그러자 스눕은 동일한 증세를 보였고, 다니엘은 이 증세가 산드라의 진술과 일치한다는 것을 알게 된다. 마지에게 고뇌를 털어놓는 다니엘에게 마지는 진실을 모를 때는 자신이 믿고 싶은 것을 선택하라고 조언한다.
법정에서 다니엘은 아버지가 자살했을 가능성은 이해할 수 있지만, 살인 시나리오는 받아들일 수 없다고 증언한다. 그는 아버지가 자신에게 사랑하는 사람이 죽을 수도 있다는 것과 삶은 계속될 것이라고 말한 것을 떠올리며 아버지가 자살을 생각했을 것이라고 판단한다. 다니엘의 증언으로 산드라는 무죄 판결을 받고 집에 돌아온다. 다니엘은 산드라의 귀환을 두려워했지만 산드라 또한 그랬다는 사실에 서로를 안으며 영화는 끝이 난다. 산드라가 침실로 향하며 남편의 사진을 바라보다 스눕과 함께 잠에 든다.

## 캐스팅
- 잔드라 휠러 - 잔드라 포이터 역
- 수안 아를로 - 뱅상 렌지 역
- 밀로 마차도그라네르 - 다니엘 말레스키 역
- 앙투안 레나르츠 - 변호사 역
- 사뮈엘 타이스 - 사뮈엘 말레스키 역
- 제니 베스 - 마르주 베르제 역
- 사디아 벤타이에브 - 누르 역
- 카미유 뤼테르포르드 - 조에 솔리도르 역
- 소피 필리에르 - 모니카 역